# Farsleben
Farsleben is een plaats en voormalige gemeente in de Duitse deelstaat Saksen-Anhalt, en maakt deel uit van de Landkreis Börde.
Farsleben telt 971 inwoners.